# Mesothisa crassilinea
Mesothisa crassilinea är en fjärilsart som beskrevs av Robert H. Carcasson 1962. Mesothisa crassilinea ingår i släktet Mesothisa och familjen mätare. Inga underarter finns listade i Catalogue of Life.